# Ettore Asticelli
Ettore Asticelli (Lodi, 8 luglio 1942 – Lodi, 7 febbraio 2001) è stato un poeta italiano.

## Biografia

### L'infanzia
Ettore Asticelli nasce a Lodi l'8 luglio 1942 da genitori appartenenti alla classe operaia originari delle Marche. Il padre, Filippo, discende da una modesta famiglia di contadini di Montecassiano, vicino a Macerata; mentre Anita Tesovo, la madre, proviene da Ancona, figlia di sarti. Costretti dalla povertà e dalla disoccupazione, migrano nel Lodigiano pochi mesi dopo il matrimonio.
È il quarto di cinque fratelli maschi, nati tutti tra il 1936 e il 1944. Per via di una gracile costituzione fisica, infatti, il padre verrà esonerato dalla leva in entrambe le guerre, e la giovane famiglia vivrà inizialmente (e paradossalmente) un periodo di relativo benessere. Durante la seconda guerra mondiale, infatti, la scarsità di uomini, e, quindi, di lavoratori, consentirà al genitore di svolgere svariate mansioni, dal panettiere all'arrotino, garantendo alla moglie e ai bambini cibo e un tetto sotto cui alloggiare. Si deve quindi aprire qui un contenzioso riguardo al rapporto con il movimento partigiano: Ettore, in un'intervista, dirà:
(cit. Ettore Asticelli, Intervista ad Ettore Asticelli)
Tuttavia, questo racconto appare poco realistico; inoltre si devono al fratello Adriano alcune note di polemica, pubblicate in un articolo sul quotidiano locale pochi giorni dopo la pubblicazione dell'intervista sopraccitata: "[...] mio padre non lasciava una briciola di pane nemmeno ai cani bastardi che scorrazzavano nel vialetto: ma se anche così non fosse stato, difficilmente ho ricordo di qualcuno che prendesse a peggiori parole i partigiani e il loro operato [...]". Ora; nonostante sembra che in quel periodo (primi anni ottanta) non corresse buon sangue tra i fratelli (né più ne corse fino alla morte del fratello maggiore nel 1987), questa versione dei fatti sembra più credibile, considerando anche la maggiore età del fratello (nato nel 1936). Questa vicenda però riflette molto bene il disagio che caratterizzò i primi anni di vita del poeta, che, anche in seguito, risulta evidente nella vergogna che Asticelli prova nel parlare della sua famiglia, diventando ancora più schivo e vago del solito, e nel tentativo di nobilitare i parenti inventando questo tipo di storielle.
La competizione con i fratelli maggiori, il rigetto dei valori fascisti (probabilmente ancora molto ancorati nel piccolo nucleo famigliare)- tutti aspetti che concorrono a sviluppare nell'animo sensibile e riservato del giovane i primordi di quella desolazione e di quel laconico, inappagabile desiderio di rivalsa che ne domineranno il percorso poetico.

### Adolescenza e prima giovinezza
Con l'avvento degli anni cinquanta la famiglia Asticelli conosce un periodo di nuova povertà, è il padre si trova spesso disoccupato, anche per lunghi periodi. Il giovane Ettore riesce comunque a proseguire gli studi, poiché si era dimostrato molto dotato, e, "su incentivo della maestra" e la garanzia di alcuni sussidi pubblici, accede al ginnasio, complice anche il nuovo impiego stabile del padre come meccanico. Frequenterà a Milano il ginnasio e il liceo classico Cesare Beccaria, facendo il pendolare. Questo è forse il periodo più felice della sua vita: 
Perché suvvia!, signora,
non siamo più al ginnasio;
le rose non sorridono,
né la carne arde di desiderio:
si carbonizza di cupidigia,
alla nostra età
[...]»
(Ettore Asticelli, da Non cercarmi più signora Venturini)
 Finalmente "lontano dall'immobile ed opprimente clima famigliare", "rinasce a nuova vita". La sua esistenza si costella di nuove e appassionanti conoscenze, rimanendo inebriata da questo nuovo mondo così intellettualmente stimolante. Probabilmente qui vivrà le prime, sofferte, avventure amorose. Asticelli torna spesso a questo periodo nelle sue composizioni, e fu proprio allora che cominciò a scrivere e divenire conscio delle proprie potenzialità. Si distinse e si fece notare per le sue capacità poetiche già nel 1959, anno in cui vinse il tradizionale agone poetico tra i licei milanesi. Fu probabilmente in questo periodo che si invaghì (mai corrisposto) di Francesca, sua compaesana, anch'essa pendolare; in Ruppe il mio sguardo (Tabulati), definirà l'amore per essa come "l'unico cane da cui mi sarei lasciato sbranare".
Dopo il fecondo e felice periodo liceale, Asticelli si iscrive al corso di laurea in lettere presso l'Università degli studi di Padova, complice una borsa di studio presso un convitto religioso a cui riesce ad accedere grazie ad alcune conoscenze milanesi guadagnate negli anni di liceo. Non molto si sa, né vale la pena dire, sul periodo universitario fuori sede. Si laureò con il massimo di voti nel 1965.
Sono una quindicina le poesie conosciute composte in questi anni, ma come poetica si rifanno fondamentalmente ai temi già abbozzati negli anni liceali (l'amore, la noia, lo scorrere del tempo).

### Periodo maturo
Finita l'università, Asticelli scrive oramai con fluidità e cognizione. Torna a Lodi, dove si stabilisce definitivamente, e in poco tempo (nel 1969) diventa professore di lettere presso il liceo scientifico Giovanni Gandini.
Condurrà d'ora in avanti una vita ordinaria. Fuma molto, viaggia poco. Frequenta alcune donne con altalenanza e cinismo (raramente andrà oltre alle brevi avventure, e mai si sposerà), sebbene il tema della sofferenza per amore sia ricorrente nei suoi scritti. Questo, essenzialmente, sarà l'andamento del resto della sua vita, costellata da ben pochi altri eventi, quali la morte del padre nel 1978, alcuni importanti riconoscimenti poetici in seguito alle pubblicazioni dei due libri, qualche rara intervista o incontro con altri poeti (nel 1984 conosce Alda Merini). Ed è proprio da questa routine di abitudini (in parte subita e in parte ricercata per carattere), dalla noia e dalla depressione nascente, che scaturisce la poetica del suo periodo maturo, più fecondo, più profondo e di respiro.
In questo periodo ha inizio la psicosi che lo seguì fino alla morte, facendo credere al poeta che non fosse altro che un "personaggio fittizio" inventato da qualche entità "aldilà" per prendersi gioco della non-esistenza del creato.

### Declino e morte
Ben presto (primi anni settanta) si manifestano in Asticelli i segni della depressione patologica, aggravati nel tempo da uno stile di vita solitario e alienante. Le terapie (durante le quali verrà anche sottoposto ad elettroshock) non hanno esiti positivi, e le numerose proposte di aiuto da parte di amici e ammiratori verranno sempre rifiutate. Già agli inizi degli anni ottanta la produzione poetica va via via scemando, per scomparire del tutto prima degli anni novanta.
Muore solo, di cancro ai polmoni (da grande fumatore qual era), dopo tre anni di malattia, nel 2001.

## La poetica di Ettore Asticelli
La sua poetica evolve nel corso degli anni settanta, avvicinandosi agli stili disillusi delle avanguardie poetiche di quel periodo, come Alda Merini e Giorgio Manganelli, accostandosi come stile ai poeti cannibali. Pubblica due raccolte di poesie, una nel 1979, Ali di ferro, antologia di un'espiazione e una nel 1986, Tabulati, pubblicate in tirature modestissime dalla piccola casa editrice Gisismondi, fallita nel 1994.
Nuovi studi e riletture, effettuati da un gruppo di ricerca dell'Università di Padova, stanno riscoprendo la poetica di Asticelli, distaccata e lucida, le cui opere dovrebbero venire riunite in un'unica edizione critica pubblicata dalla stessa università verso il 2013.

## Pubblicazioni
- Ali di ferro, antologia di un'espiazione, (1979), casa editrice Gisismondi
- Tabulati, (1986), casa editrice Gisismondi